# Power-on-reset
Power-on-reset (PoR) is een signaal dat wordt gegenereerd in een elektronische schakeling met digitale componenten, bijvoorbeeld een computer, wanneer de voeding van de schakeling wordt ingeschakeld. Dit signaal zorgt ervoor dat het signaal voor een harde reset (RESET) actief laag blijft zolang de voedingsspanning (VCC)  van de schakeling nog niet stabiel is. De harde reset brengt de registers en tellers van een digitale schakeling in een gedefinieerde begintoestand.
Vaak is naast de stabiliteit van de voedingsspanning ook die van de klokgenerator van een processor een criterium. Gewoonlijk wordt daarom het power-on-resetsignaal gedurende een bepaalde tijd gegenereerd, ervan uitgaande dat alles daarna stabiel is.
Niet alleen een power-on-reset kan een harde reset van een schakeling activeren, maar ook andere gebeurtenissen zoals het indrukken van een resetknop (indien beschikbaar), een stroomuitval, een spanningsdip (brown-out) of het verlopen van een watchdog-timer. Een power-on-reset mag niet verward worden met een power-good-signaal. Power-good is een signaal dat door een schakelende computervoeding naar de CPU van een computer wordt gestuurd om de computer te informeren dat de voeding goed werkt en dat alle vereiste spanningen beschikbaar zijn. De CPU reageert hier softwarematig op tijdens het opstarten.

## Schakeling voor het genereren van een power-on-reset
Een typische power-on-resetschakeling bestaat uit een eenvoudige RC-kring (weerstand-condensator), een schmitt-trigger en een diode (D). Na het inschakelen van de voeding geeft de schmitt-trigger aan zijn uitgang een resetimpuls totdat de spanning op de condensator, die langzaam wordt opgeladen via de weerstand, de bovenste drempelspanning van de schmitt-trigger passeert. De waarden van de weerstand en condensator bepalen de lengte van de resetimpuls. Parallel aan de weerstand zorgt een diode in sperrrichting ervoor dat bij een spanningsdip de spanning op de condensator met de voedingsspanning (VCC) zakt en het opladen daarna weer voor een voldoende lange vertraging zorgt.
De power-on-resetschakeling is, met uitzondering van de condensator, in schakelingen met een processor of microcontroller meestal op de chip geïntegreerd. Van hieruit wordt de resetpuls doorgegeven aan de andere systeemcomponenten.
Een van de problemen bij het gebruik van een RC-kring is, dat bij een langzaam aanstijgen van de voedingsspanning de spanning op de condensator langzaam met de voedingsspanning meestijgt en daardoor de resetimpuls niet lang genoeg is. Daarom bestaan er ook robuustere power-on-resetschakelingen, die een resetimpuls genereren die onder alle omstandigheden lang genoeg is, vaak gecombineerd met een brown-out-reset.